# LG PF1500G
Az LG PF1500G az LG hordozható, Full HD felbontású LED projektora. A készülék 1920 x 1080 pixeles Full HD felbontással, 150.000 : 1 kontrasztaránnyal és 120" mérettel rendelkezik. A projektor vezetékek nélkül csatlakoztatható számítógéphez, az okostelefonhoz, illetve táblagéphez. Emellett vezetéken keresztül pedig televíziós set top box és játékkonzol is csatlakoztatható. Bluetooth-os hangkimeneten keresztül házimozihoz, hangfalakhoz és fülhallgatóhoz is csatlakoztatható.

## Főbb paraméterek
- Felbontás: FULL HD (1920 x 1080)
- Fényerő: 1.400
- Kontrasztarány (FOFO): 150.000 : 1
- Zaj - Magas fényerő: 30 dB
- Zaj – takarékos: 21 dB
- Kivetítő lencse – fókusz: manuális
- Kivetítő lencse – zoom: manuális 1,1x
- Kivetítő lencse – képernyőméret: 30" ~ 120"
- Kivetített kép - vetítési arány (széles / televízió): 1.36/2.46
- Fény – típus: LED RGB
- Fény - Life High fényerő: 30.000 óra
- Méret (sz x mé x ma): 132 x 220 x 84
- Tömeg : 1,5 kg
- Külső szín: fehér